# XZ Андромеды
XZ Андромеды (лат. XZ Andromedae) — двойная затменная переменная звезда типа Алголя (EA) в созвездии Андромеды на расстоянии приблизительно 1772 световых лет (около 543 парсеков) от Солнца. Видимая звёздная величина звезды — от +12,45m до +9,91m. Орбитальный период — около 1,3573 суток.

## Характеристики
Первый компонент — белая звезда спектрального класса A1V или A4IV-V. Масса — около 2,15 солнечных, радиус — около 2,4 солнечных, светимость — около 21,974 солнечных. Эффективная температура — около 9500 К.
Второй компонент — жёлтый субгигант спектрального класса G5IV. Масса — около 1,02 солнечной, радиус — около 2,6 солнечных. Эффективная температура — около 5500 К.
Предполагаемый третий компонент имеет орбитальный период около 34,8 лет.